# Cryptantha oblata
Cryptantha oblata là loài thực vật có hoa trong họ Mồ hôi. Loài này được (M.E.Jones) Payson mô tả khoa học đầu tiên năm 1927.